# Fernand Picot
Fernand Picot (Pontivy, 1930. május 10. – Pontivy, 2017. október 22.) francia kerékpárversenyző.

## Pályafutása
1953 és 1965 között vett részt profi versenyeken. A Tour de France-on nyolc alkalommal indult (1955–1962). Első alkalommal kizárás miatt nem fejezte be a versenyt. Legjobb eredményét 1957-ben érte el, amikor 13. lett.

## Sikerei, díjai
- Circuit de l'Aulne
  - győztes: 1964
- Paris-Bourges
  - 2.: 1955
- Tour de l'Ouest
  - 2.: 1955
- Critérium du Dauphiné libéré
  - 3.: 1956
- Gênes-Nice
  - győztes: 1961
- Grand Prix de Plouay
  - győztes: 1961
- Mi-août bretonne
  - győztes: 1961
- Grand Prix de Plouay
  - győztes: 1963